# الجبل الأسود
الجبل الأسود أو مونتينيغرو (بالمونتنغرية: Црна Гора/Crna Gora) هو بلد في جنوب شرق أوروبا. يقع على البحر الأدرياتيكي وهو جزء من البلقان، ويشترك في الحدود مع صربيا من الشمال الشرقي، والبوسنة والهرسك من الشمال والغرب، وكوسوفو من الشرق، وألبانيا من الجنوب الشرقي، والبحر الأدرياتيكي وكرواتيا إلى الجنوب الغربي، والحدود البحرية مع إيطاليا. وتغطي بودغوريتسا، عاصمة الجبل الأسود وأكبر مدنه، 10.4% بمساحة 13,812 كيلو مترًا مربعًا (5,333 ميلًا مربعًا)، وهي موطن لنحو 30% من مجموع سكانه البالغ عددهم 621,000 نسمة، ويتميز الجبل الأسود بموقع جيوثقافي يجعله نقطة التقاء لثلاث مجالات صربية، وهي كوسوفو وميتوخيا وصربيا الوسطى وجمهورية صرب البوسنة.
خلال فترة العصور الوسطى المبكرة، وقعت ثلاث إمارات صربية على ما عٌرف بالجبل الأسود في العصر الحديث، وهي: دوكليا على النصف الجنوبي، وترافونيا في الغرب، وراشكا (من إمارة صربيا القروسطية المبكرة) في الشمال. ظهرت إمارة زيتا في القرنين الرابع عشر والخامس عشر. منذ أواخر القرن الرابع عشر وحتى أواخر القرن الثامن عشر، حكمت جمهورية البندقية البحرية أجزاء كبيرة من الساحل الجنوبي للجبل الأسود على البحر الأدرياتيكي ودمجتها في ألبانيا الفينيسية. استخدِم اسم الجبل الأسود لأول مرة من قبل ملك صربيا ستيفان أوروش الأول للإشارة إلى البلاد في أواخر القرن الخامس عشر. بعد سقوطه تحت الحكم العثماني، استعاد الجبل الأسود استقلاله في عام 1696 تحت حكم أسرة بيتروفيتش نييغوش، أولًا كثيوقراطية أرثوذكسية صربية ثم لاحقًا كإمارة علمانية. اعترفت القوى العظمى باستقلال إمارة الجبل الأسود في مؤتمر برلين عام 1878. وفي عام 1910 أصبحت البلاد مملكة.
بعد الحرب العالمية الأولى، أصبحت مملكة الجبل الأسود جزءًا من مملكة يوغوسلافيا التي عاصمتها بلغراد. وبعد تفكك يوغوسلافيا، أعلنت جمهوريتا صربيا والجبل الأسود معًا اتحادًا فيدراليًا عاصمته بلغراد. في أعقاب استفتاء الاستقلال الذي أجري في مايو 2006، أعلن الجبل الأسود استقلاله عن صربيا وحل الاتحاد الكونفدرالي سلميًا.
لدى الجبل الأسود اقتصاد ذو دخل فوق المتوسط ويحتل المرتبة 48 في مؤشر التنمية البشرية. وهو عضو في الأمم المتحدة، وحلف شمال الأطلسي، ومنظمة التجارة العالمية، ومنظمة الأمن والتعاون في أوروبا، ومجلس أوروبا واتفاقية التجارة الحرة لأوروبا الوسطى. الجبل الأسود هو أيضًا عضو مؤسس في الاتحاد من أجل المتوسط، وهو حاليًا في طور الانضمام إلى الاتحاد الأوروبي.

## أصل التسمية
اشتق اسم الجبل الأسود في اللغة الإنجليزية "مونتينيغرو" (بالإنجليزية: Montenegro) من الترجمة الاقتراضية الفينيسية للكلمة الصربية "تسرنا غورا" (بالسيريلية الصربية: Црна Гора)، والتي تعني حرفيًا "الجبل الأسود"، وهي بدورها مشتقة من مظهر جبل لوفتشين المغطى بالغابات الكثيفة دائمة الخضرة. تم ذكر تسرنا غورا لأول مرة في المراسيم الصادرة عن الملك الصربي ستيفان أوروش الأول إلى مقر أسقفية زيتا الصربية الأرثوذكسية في جزيرة فرانيينا ببحيرة سكادار، وقد أصبحت تشير إلى غالبية جمهورية الجبل الأسود المعاصرة منذ القرن الخامس عشر الميلادي.

## التاريخ

### العصور المبكرة

خريطة تُبيّن المناطق التي كان يَسكنها الإيليريون، وهم من السكان الأوائل لغرب البلقان.

قبل قدوم السلافيين إلى البلقان في القرن السادس الميلادي، كان السكان الرئيسيون لمنطقة الجبل الأسود هم «الإيليريون». وقد استطاع الرومان بعد عدة حملات الاستيلاء على المنطقة في القرن التاسع الميلادي. وعند تقسيم الإمبراطورية الرومانية إلى شرقية بقيادة القسطنطينية وغربية بقيادة ميلانو كانت الحدود بينهما تمتد من بحيرة سكادار شمالاً عبر المنطقة التي تُعرف اليوم بالجبل الأسود، مما جعل الجبل الأسود نقطة الالتقاء الحدودي والثقافي والتجاري بين سكان البحر الأبيض المتوسط والسلافيين.
وفي أثناء فترة انحدار وسقوط الإمبراطورية الرومانية، خضعت هذه المنطقة لعمليات نهب عديدة متقطّعة من قبائل بدوية غازية، خصوصاً القوطيين في أواخر القرن الخامس والأفاريين خلال القرن السادس الميلادي. وسرعان ما حلَّ السلافيون محلهم، واستقروا في هذه المنطقة من البلقان بحلول أواسط القرن السابع، وكانوا قد بدؤوا بالاستيطان فيها خلال القرن السادس.

### إمارة دوكليا
ابتداءً من القرن التاسع وحتى نهاية القرن الثاني عشر الميلادي كانت المنطقة التي تُسمى اليوم بالجبل الأسود تحت حكم مملكة صربية تسمى دوكليا (حسبما تُقرأ باللاتينية)، وربما كانت هذه الفترة هي العصر الذهبي للمنطقة وأكثر الفترات ازدهاراً في تاريخها. وقد تنصّرت المنطقة في أواسط القرن التاسع الميلادي بالإضافة إلى انتشار الثقافة اللاتينية فيها.
ومع ظهور النظام الإقطاعي في القرنين الثامن والتاسع، الذي كان بمثابة نهاية الاعتماد على قرابة الدم والعصبيّة القبلية في العلاقات، أصبحت دوكليا إمارة في النصف الثاني من القرن التاسع الميلادي. أول ملك معروف لدوكليا هو بيتر، حيث اكتشف في عام 1884 نقش مكتوب باليونانية يعني: «بيتر، ملك دوكليا»، لكن بيتر لم يَكن مستقلاً بمملكته بل كان تابعاً للإمبراطورية البيزنطية، وأول حاكم مستقل معروف لهذه الإمارة حكمها في الفترة الممتدة من 1018 إلى 1043م، وظل تابعا للبيزنطيين حتى عام 1041م.

### الحكم العثماني والدولة المدنية
بدأ الحكم العثماني على البلاد في القرن ال16 فتطورت إلى دويلة ذات حكم ذاتي داخل الإمبراطورية العثمانية؛ وأصبحت في عام 1878 إمارة شبه مستقلة يحكمها الأمير نيكولاس الأول. وكان سكان وقبائل الجبل الأسود لديهم حرية أكبر بكثير عن المناطق الأخرى، بسبب هذا الحكم الذاتي. ويرجع الفضل إلى هذا إلى السياسة الحكيمة للسلطان عبد الحميد الثاني السلطان العثماني التي اتبعها هو الأمير نيكولاس الأول.
في عام 1910 أعلنت مملكة الجبل الأسود وأصبح نيكولاس الأول ملكا عليها. وأثناء الحرب العالمية الأولى 1914-1918 حاربت مملكة الجبل الأسود ضد المحور التركي والمجري النمساوي والألماني. وبعد نهاية الحرب اجتمع المجلس الوطني وأعلن خلع الملك الذي كان مقيما في الخارج وضم مملكة الجبل الأسود إلى مملكة صربيا. ثم داهمهم الألمان خلال الحرب العالمية الثانية في عام 1941 واحتلوهم. وبعد الحرب العالمية الثانية انضمت الجبل الأسود إلى اتحاد يوغوسلافيا. ثم جاءت حروب الاستقلال عن صربيا في كرواتيا واستقلال البوسنة والهرسك وسلوفينيا أواسط التسعينات من القرن الماضي. ولكن الجبل الأسود بقي مع صربيا حتى أعلن استقلاله كجمهورية الجبل الأسود عن صربيا في عام 2006.
أعلن برلمان الجبل الأسود العفو عن العائلة الملكية في عام 2011، ويرأسهم حاليا ولي العهد نيكولاس الثاني الذي أسس جمعية خيرية باسمه ويقوم برعايتها.

### الفترة الحديثة المبكرة
منذ عام 1392، كانت أجزاء عديدة من الإقليم الذي يُعرف الآن بالجبل الأسود تحت سيطرة جمهورية البندقية الكاثوليكية، بما في ذلك مدينة بودفا، التي كانت تُعرف في ذلك الوقت باسم «بودوا». تمركز إقليم البندقية على خليج كوتور، وأدخلت الجمهورية أيضًا حكامًا تدخلوا في سياسة الجبل الأسود. سيطرت البندقية على مناطق في الجبل الأسود حتى سقوطها في عام 1797.
وقعت أجزاء كبيرة من الجبل الأسود تحت سيطرة الإمبراطورية العثمانية منذ عام 1496 وحتى عام 1878. في القرن السادس عشر، طور الجبل الأسود شكلًا فريدًا من أشكال الحكم الذاتي داخل الإمبراطورية العثمانية، مما سمح لجماعات الجبل الأسود بالتحرر من قيود معينة. ومع ذلك، كان أهالي الجبل الأسود ساخطين على الحكم العثماني، وفي القرن السابع عشر، أثاروا العديد من الثورات، والتي بلغت ذروتها بهزيمة العثمانيين في الحرب التركية العظمى في نهاية ذلك القرن.
تألف الجبل الأسود من مناطق تسيطر عليها جماعات محاربة. كان لمعظم الجماعات زعيم جماعات (كنز)، لا يسمح له باتخاذ اللقب ما لم يثبت أنه جدير به كسلفه. كان التجمع الكبير لجماعات الجبل الأسود (زبور) يعقد كل عام في 12 يوليو في ستنيي، ويمكن لأي رجل بالغ من الجماعة أن يشارك. في عام 1515 أصبح الجبل الأسود دولة ثيوقراطية بقيادة مطرانية الجبل الأسود والساحل للصرب الأرثوذكس، والتي ازدهرت بعد أن أصبح بيتروفيتش نيكوش من ستنيي من الأمراء الأساقفة التقليديين (الذي كان لقبه «فلاديكا الجبل الأسود»). وقد وُصِف أهالي الجبل الأسود في هذه الفترة التاريخية بأنهم من أتباع الكنيسة الصربية الأرثوذكسية.

### إمارة ومملكة الجبل الأسود
في عام 1858 حدثت إحدى انتصارات الجبل الأسود الكبرى على العثمانيين في معركة غراهوفاتش. قاد الدوق الأكبر ميركو بتروفيتش الأخ الأكبر لكنجاز دانيلو جيشًا قوامه 7500 وهزم العثمانيين المتفوقين عدديًا مع 15,000 جندي في غراهوفاتش في 1 مايو 1858. أجبر هذا القوى العظمى على ترسيم الحدود رسميًا بين الجبل الأسود والإمبراطورية العثمانية، والاعتراف فعليًا باستقلال الجبل الأسود.
في معركة وادي الذئب ألحق الجبل الأسود هزيمة كبيرة بالجيش العثماني بقيادة الصدر الأعظم أحمد مختار باشا. في أعقاب الانتصار الروسي على الإمبراطورية العثمانية في الحرب الروسية التركية 1877-1878، أعادت القوى الكبرى هيكلة خريطة منطقة البلقان. اعترفت الدولة العثمانية باستقلال الجبل الأسود في معاهدة برلين عام 1878.
أُعلن أول دستور الجبل الأسود (المعروف أيضًا باسم قانون دانيلو) في عام 1855. في ظل حكم نيكولاس الأول (1860-1918)، توسعت الإمارة عدة مرات خلال حروب الجبل الأسود التركية واعترِف بها على أنها دولة مستقلة في عام 1878. أسس نيكولاس الأول علاقات دبلوماسية مع الإمبراطورية العثمانية.
باستثناء المناوشات الحدودية الصغيرة، بشرت الدبلوماسية بنحو 30 عامًا من السلام بين الدولتين حتى خلع عبد الحميد الثاني في عام 1909.
لعبت المهارات السياسية لعبد الحميد الثاني ونيكولاس الأول دورًا رئيسيًا في العلاقات الودية المتبادلة. تبع ذلك تحديث الدولة، وبلغ ذروته بمشروع دستور عام 1905. ومع ذلك، ظهرت الانقسامات السياسية بين حزب الشعب الحاكم، الذي دعم عملية التحول الديمقراطي والاتحاد مع صربيا، وأولئك التابعين لحزب الشعب الحقيقي، الذي كان ملكيًا.
في عام 1910 أصبح الجبل الأسود مملكة، ونتيجة لحروب البلقان في عامي 1912 و 1913، أنشِئت حدود مشتركة مع صربيا، مع منح إشقودرة لألبانيا، على الرغم من أن العاصمة الحالية للجبل الأسود، بودغوريتسا، كانت على الحدود القديمة لألبانيا ويوغوسلافيا. أصبح الجبل الأسود إحدى دول الحلفاء خلال الحرب العالمية الأولى (1914-1918). في معركة موجكوفاك التي دارت رحاها في يناير 1916 بين النمسا والمجر ومملكة الجبل الأسود، حقق الجبل الأسود انتصارًا حاسمًا على الرغم من تفوقهم عدديًا بخمسة أضعاف. منذ عام 1916 وحتى أكتوبر 1918 احتلت النمسا والمجر الجبل الأسود. وخلال الاحتلال، فر الملك نيكولاس من البلاد وأنشِئت حكومة في المنفى في بوردو.
وقعت أجزاء كبيرة تحت سيطرة الإمبراطورية العثمانية منذ عام 1496 وحتى عام 1878. في القرن السادس عشر، طور الجبل الأسود شكلًا فريدًا من أشكال الحكم الذاتي داخل الإمبراطورية العثمانية، مما سمح لعشائر الجبل الأسود بالتحرر من قيود معينة. ومع ذلك، كان سكان الجبل الأسود ساخطين على الحكم العثماني، وفي القرن السابع عشر، أثاروا العديد من الثورات، والتي بلغت ذروتها بهزيمة العثمانيين في الحرب التركية العظمى في نهاية ذلك القرن.
تألف الجبل الأسود من مناطق تسيطر عليها عشائر محاربة. كان لمعظم العشائر زعيم قبلي (كنز)، لا يسمح له باتخاذ اللقب ما لم يثبت أنه جدير به كسلفه. كان التجمع الكبير لعشائر الجبل الأسود (زبور) يعقد كل عام في 12 يوليو في ستنيي، ويمكن لأي رجل بالغ من العشيرة أن يشارك. في عام 1515 أصبح الجبل الأسود دولة ثيوقراطية بقيادة مطرانية الجبل الأسود والساحل، والتي ازدهرت بعد أن أصبح بيتروفيتش نيكوش من ستنيي من الأمراء الأساقفة التقليديين (الذي كان لقبه «فلاديكا الجبل الأسود»).
قد وصِف السكان من الجبل الأسود في هذه الفترة التاريخية بأنهم من الصرب الأرثوذكس.
في عام 1858 حدثت إحدى انتصارات الجبل الأسود الكبرى على العثمانيين في معركة غراهوفاتش. قاد الدوق الأكبر ميركو بتروفيتش الأخ الأكبر لكنجاز دانيلو جيشًا قوامه 7500 وهزم العثمانيين المتفوقين عدديًا مع 15,000 جندي في غراهوفاتش في 1 مايو 1858. أجبر هذا القوى العظمى على ترسيم الحدود رسميًا بين الجبل الأسود والإمبراطورية العثمانية، والاعتراف فعليًا باستقلال الجبل الأسود.
في معركة وادي الذئب ألحق الجبل الأسود هزيمة كبيرة بالجيش العثماني بقيادة الصدر الأعظم أحمد مختار باشا. في أعقاب الانتصار الروسي على الإمبراطورية العثمانية في الحرب الروسية التركية 1877-1878، أعادت القوى الكبرى هيكلة خريطة منطقة البلقان. اعترفت الدولة العثمانية باستقلال الجبل الأسود في معاهدة برلين عام 1878.
أُعلن أول دستور الجبل الأسود (المعروف أيضًا باسم قانون دانيلو) في عام 1855. في ظل حكم نيكولاس الأول (1860-1918)، توسعت الإمارة عدة مرات خلال حروب الجبل الأسود التركية واعترِف بها على أنها دولة مستقلة في عام 1878. أسس نيكولاس الأول علاقات دبلوماسية مع الإمبراطورية العثمانية.
باستثناء المناوشات الحدودية الصغيرة، بشرت الدبلوماسية بنحو 30 عامًا من السلام بين الدولتين حتى خلع عبد الحميد الثاني في عام 1909.
لعبت المهارات السياسية لعبد الحميد الثاني ونيكولاس الأول دورًا رئيسيًا في العلاقات الودية المتبادلة. تبع ذلك تحديث الدولة، وبلغ ذروته بمشروع دستور عام 1905. ومع ذلك، ظهرت الانقسامات السياسية بين حزب الشعب الحاكم، الذي دعم عملية التحول الديمقراطي والاتحاد مع صربيا، وأولئك التابعين لحزب الشعب الحقيقي، الذي كان ملكيًا.
في عام 1910 أصبح الجبل الأسود مملكة، ونتيجة لحروب البلقان في عامي 1912 و1913، أنشِئت حدود مشتركة مع صربيا، مع منح إشقودرة لألبانيا، على الرغم من أن العاصمة الحالية للجبل الأسود، بودغوريتسا، كانت على الحدود القديمة لألبانيا ويوغوسلافيا. أصبح الجبل الأسود إحدى دول الحلفاء خلال الحرب العالمية الأولى (1914-1918). في معركة موجكوفاك التي دارت رحاها في يناير 1916 بين النمسا والمجر ومملكة الجبل الأسود، حقق الجبل الأسود انتصارًا حاسمًا على الرغم من تفوقهم عدديًا بخمسة أضعاف. منذ عام 1916 وحتى أكتوبر 1918 احتلت النمسا والمجر الجبل الأسود. وخلال الاحتلال، فر الملك نيكولاس من البلاد وأنشِئت حكومة في المنفى في بوردو.

## السياسة

### نظام الحكم
الجبل الأسود هي جمهورية ديمقراطية تمثيلية برلمانية لها دستور مدون تم تأسيسه في عام 2007. يصف الدستور الجبل الأسود بأنه "دولة مدنية وديمقراطية وبيئية للعدالة الاجتماعية، تقوم على سيادة القانون"، الجبل الأسود هو نظام متعدد الأحزاب. ويرأس الحكومة رئيس الجبل الأسود وهو رأس الدولة الممثل، وينتخبه الشعب، الذي تمثله هيئة تشريعية مؤلفة من 125 عضواً، مدتها أربع سنوات.
حكومة الجبل الأسود هي الفرع التنفيذي للسلطة الحكومية في الجبل الأسود ويقودها رئيس الوزراء، ويعد منصب رئيس الوزراء أقوى منصب سياسي في الجبل الأسود. كانت جميع حكومات الجبل الأسود منذ عام 2006 عبارة عن ائتلافات تضم ثلاثة أحزاب سياسية على الأقل، تتخذ الحكومة مقراً لها في بودغوريتسا.

### أحزاب
ويعتبر حزب الاشتراكيين الديمقراطي أقوى الأحزاب في الجمهورية.

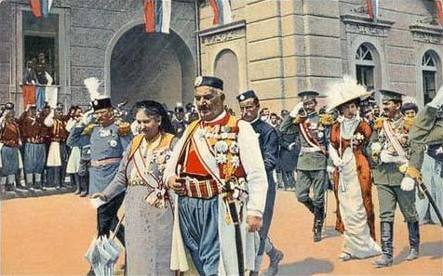
العائلة الملكية أثناء احتفال تتويج الملك نيكولاس الأول ملكا على الجبل الأسود (1910). في الوسط الملك نيكولاس الأول.

### القوات العسكرية
يتكون القطاع العسكري في الجبل الأسود من الجيش، والبحرية، والقوات الجوية والقوات الخاصة.
وانضمت إلى حلف الناتو في 5 يونيو 2017.

## الاقتصاد

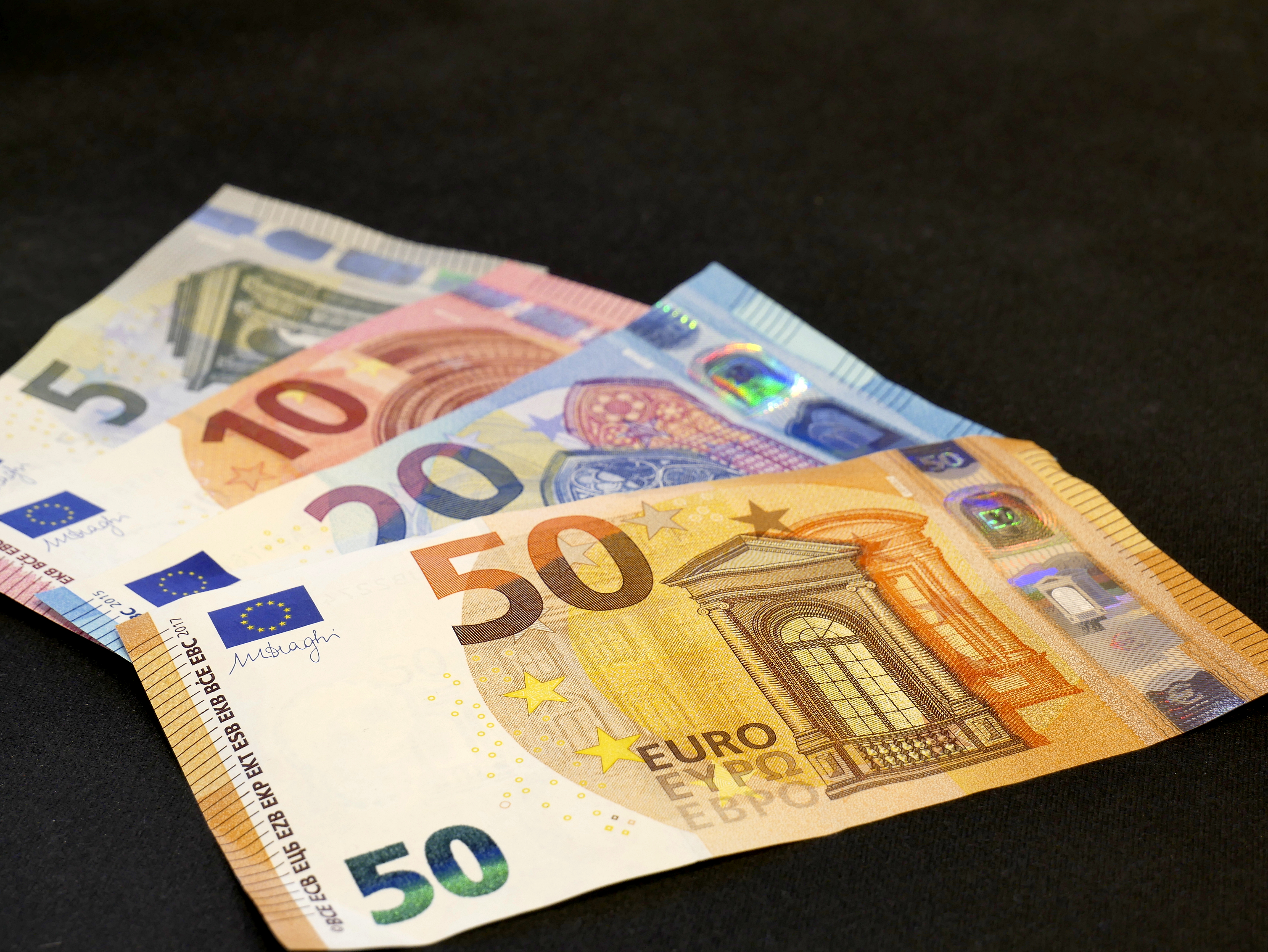
الأمر الواقع، يعتبر اليورو عملة الجبل الأسود

اقتصاد الجبل الأسود هو في الغالب من القطاع الثالث وهو اقتصاد انتقالي إلى اقتصاد السوق. وفقًا لـ صندوق النقد الدولي، بلغ الناتج المحلي الإجمالي للجبل الأسود 5.424 مليار دولار أمريكي في عام 2019. بلغت القدرة الشرائية لعام 2019 12.516 بليون دولار أمريكي أو 20,083 دولار لكل نسمة. وفقًا لبيانات يوروستات، بلغ نصيب الفرد من الناتج المحلي الإجمالي في الجبل الأسود 48٪ من متوسط الاتحاد الأوروبي في عام 2018.
انضمت جمهورية الجبل الأسود إلى اتفاقية التجارة الحرة في أوروبا الوسطى عام 2007 ولديها اتفاقية تجارة حرة مع رابطة التجارة الحرة الأوروبية منذ 2012. لا يعد النظام المالي في الجبل الأسود جزءًا من نظام اليورو ولكن الدولة "تستخدمه" من جانب واحد كعملة لها.
حلّت جمهورية الجبل الأسود في المرتبة 75 في مؤشر الابتكار العالمي عام 2023، ثمّ تقدّمت 10 مراكز في مؤشر عام 2024 لتصبح في المركز 65.

ملخص
- الناتج المحلي الخام: 1.5 مليار €
- الناتج المحلي الإجمالي / للفرد: 1530 €
- معدل النمو: 5.5 ٪ (2006)
- البطالة: 15 ٪ (2006)
- التضخم: 2.4 ٪ (2006)
- الدين العام: 45 ٪ من الناتج المحلي الإجمالي (2006)
- المواد الخام الرئيسية: هي بوكسيت والحديد والبني
- الصناعات الرئيسية: التبغ والألمنيوم والملح
- الإنتاج الزراعي: الخضراوات والحبوب البطاطا والتبغ والنبيذ والزيتون، والحمضيات التين
- للسياحة: 15 ٪ من الناتج المحلي الإجمالي
- العملة: اليورو (منذ 2000)

## الجغرافيا

### الموقع

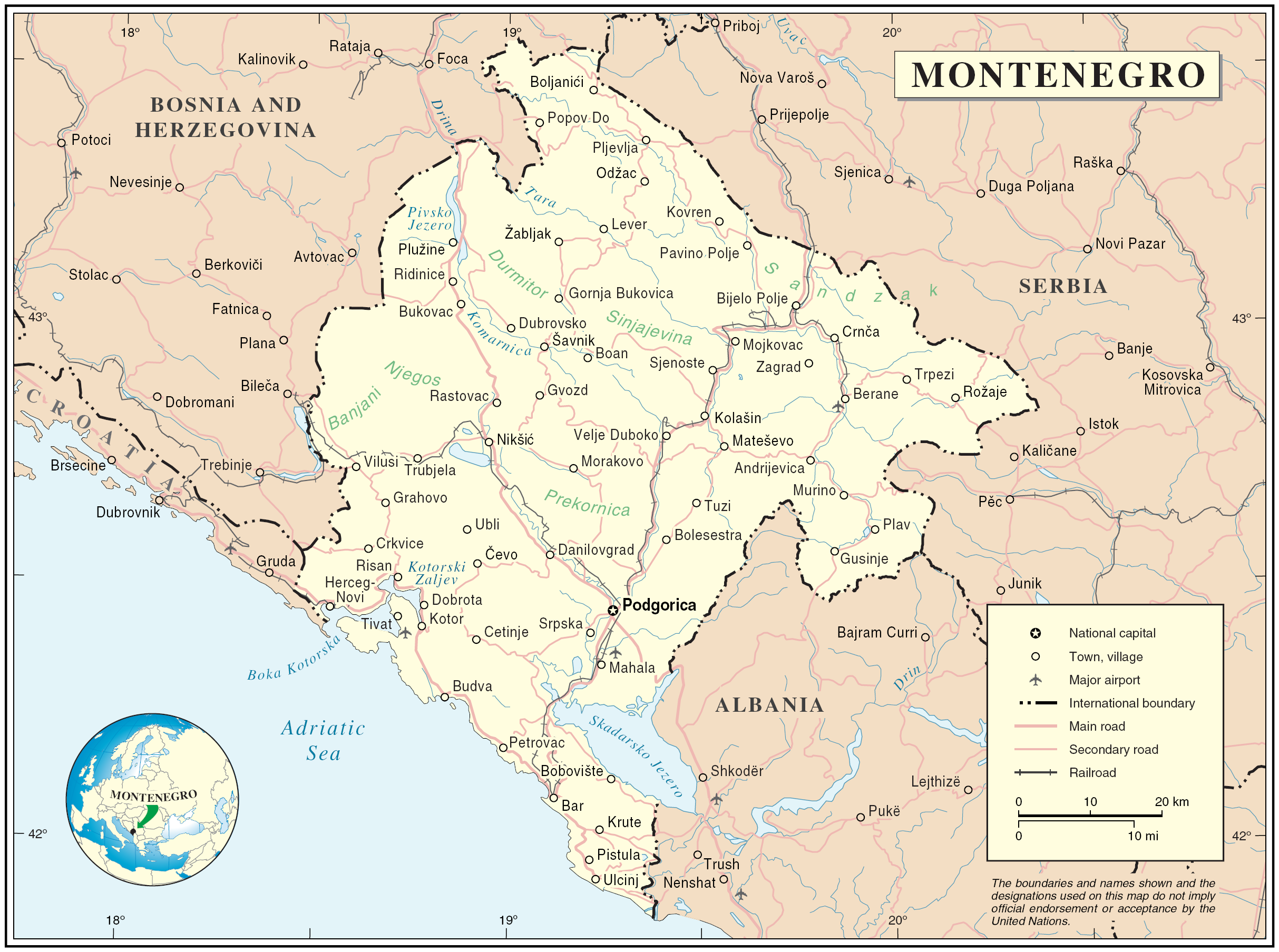
خريطة الجبل الأسود

تقع الجبل الأسود في جنوب شبه جزيرة البلقان، ومساحتها تُعد صغيرة نسبيا (13,812 كم مربع) حيث أنها أصغر من ولاية كونيتيكت. تحدها من الغرب دولة كرواتيا، ومن الشمال البوسنة والهرسك، ومن الشرق صربيا وكوسوفا، ومن الجنوب ألبانيا. الجبل الأسود هي دولة ساحلية حيث أنها تمتد لـ200 كم على ساحل البحر الأدرياتيكي الذي يحدها من الجنوب الغربي. ساحل الجبل الأسود هو مساحة ضيقة من الأرض مرتفعة في الكثير من المناطق، لكن بالرغم من ذلك فهي مشهورة ببعض سواحلها الرملية والتي تنتشر فيها النباتات الاستوائية. يَشغل معظم مساحة الجبل الأسود جبل ضخم وعالٍ تقطعه أنهار وأودية عميقة، وأكبر المُنخفضات فيها تُوجد في جنوبها قريبا من الساحل. تنتشر في الجبل الأسود المناطق الجبلية والغابات الكثيفة، وتتوسطها السهول.

## الديموغرافيا

### السكان
يشكل سكان الجبل الأسود 68% من الأهالي، وهم شعب يمت بقرابة وطيدة لشعب الصرب، فهم يتكلمون لغة واحدة هي الصربية والكرواتية، وينتمون للكنيسة الأرثوذكسية الصربية؛ في حين لا يؤمن بعضهم بأي دين، وبعضهم الآخر مسلمون (وهم من البوشنياق والأقليات الألبانية).
تمتد فترة التعليم الإلزامي من سن 7 إلى 15، وتوجد جامعة في العاصمة بودجوريكا. ومن حيث توزيع السكان، فقد كان 14% منهم فقط يعيشون بالمدن حتى عام 1953م، ولكن نسبة سكان المدن ارتفعت إلى أكثر من 50% منذ عام 1981م.

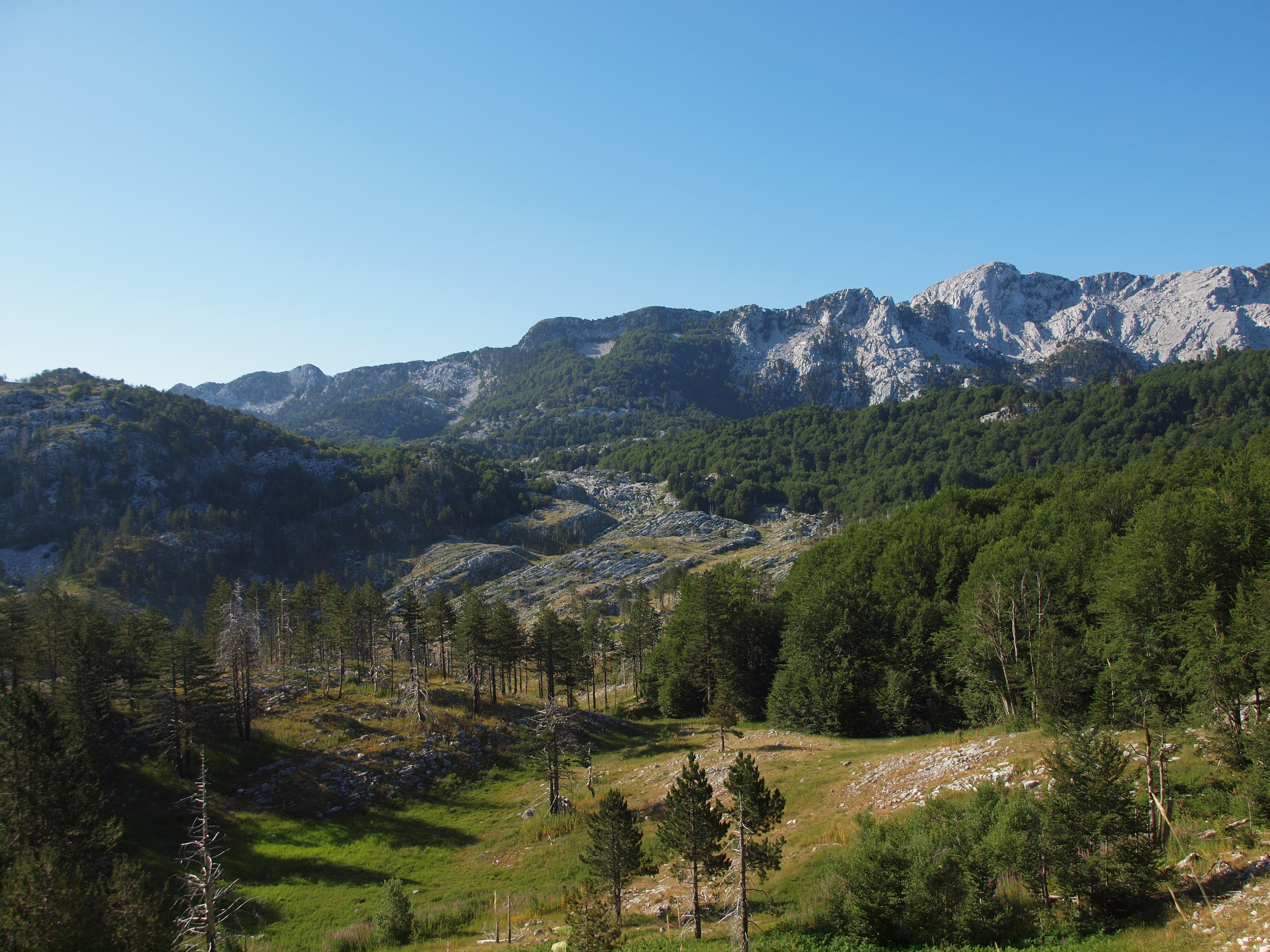
التضاريس الجبلية وأنواع الأشجار في جمهورية الجبل الأسود.

### الدين
الدين في الجبل الأسود (إحصاء 2023)

### الإحصاءات
- مجموع السكان: 601,000
- الدخل القومي الإجمالي للفرد (تعادل القوة الشرائية بالدولار الأمريكي الدولي): 8,930
- متوسط العمر المأمول عند الميلاد ذ/أ (بالسنوات): 76/72
- متوسط العمر المأمول عند الميلاد مع التمتع بالصحة ذ/أ (بالسنوات، 0): غير متاح
- احتمال الوفاة قبل سن الخامسة (لكل 1000 وليد حي): 10
- احتمال الوفاة بين سن 15 عاماً وسن 60 عاماً ذ/أ (لكل 1000 ساكن): 175/94
- مجموع النفقات الصحية للفرد (بالدولار الأمريكي الدولي، 2006): 117
- مجموع النفقات الصحية كنسبة مئوية من الناتج القومي الإجمالي (2006): 6.8

تتعلق هذه الأرقام بعام 2006 ما لم يُشر إلى غير ذلك حسب التقرير الإحصاءات الصحية العالمية 2008 

### اللغة

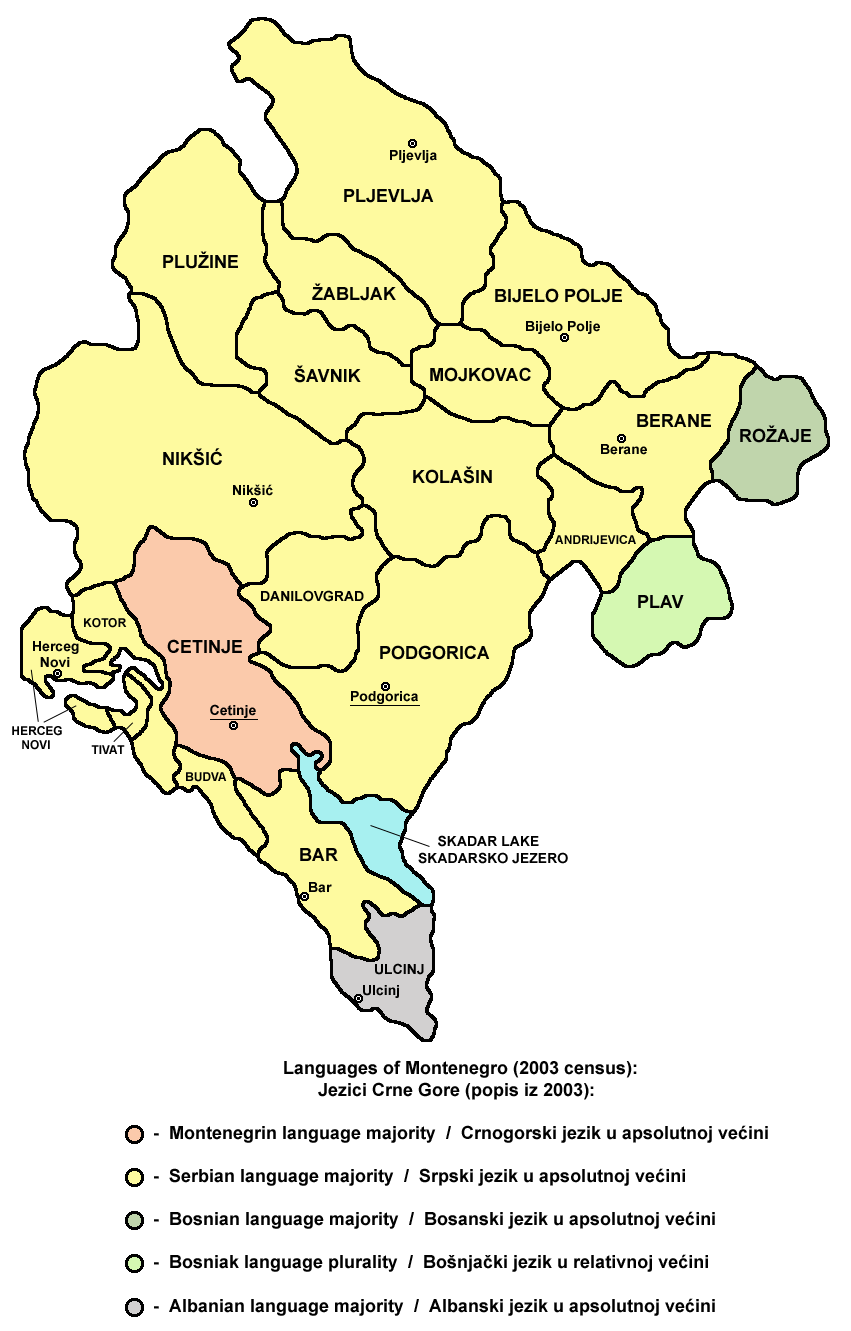
خريطة لغوية للجمهورية الجبل الأسود، وفقا لتعداد عام 2003..

### الأعياد والعطلات الرسمية
- 1 يناير: عيد رأس السنة الميلادية.
- 1 مايو: عيد العمال العالمي.
- 21 مايو: عيد الاستقلال.
- 13 يوليو: عيد الوطني.

### الموسيقى
والموسيقى في الجبل الأسود هي مثل أي موسيقى أخرى في المنطقة تأثرت بشدة بالموسيقى العثمانية. إلى جانب التقاليد السلافية، والغجرية، والألبانية، والنمساوية-الهنغارية، وكان آخرها، الغرب. ومن قريبتها الموسيقى الصربية، جارتها المباشرة، واللتان كانتا ملزمتين تاريخيا، جنبا إلى جنب مع غيرها من أشكال موسيقى يوغوسلافيا سابقا.

### المطبخ
تأثر مطبخ الجبل الأسود على ساحل البحر الإدرياتيكي بمطابخ البحر الأبيض المتوسط، في حين تستند المناطق البلاد الداخلية (جبال) على أطباق البطاطس ومنتجات الحليب.

## الرياضة
بعد الاستقلال، تم تأسيس في جمهورية الجبل الأسود اتحادات رياضية وطنية، منها اتحاد الجبل الأسود لكرة القدم. ويوجد اتحادات أخرى يجري تشكيلها.
فاز الجبل الأسود بكأس الأمم الأوروبية كرة الماء في عام 2008.
أما عن كرة القدم فيعد منتخب الجبل الأسود منتخب نادر جدا في التأهل إلى البطولات الكبرى حيث لم يحقق أي إنجاز منذ أن أصبحت الجبل الأسود دولة مستقلة منذ عام 2006 ولكن يوجد لدى المنتخب العديد من الرياضيين الذين يلعبون لأندية معروفة ويقدمون فيها أداء ممتاز ومقبول.

## وصلات خارجية
- الدليل السياحي